# Bernhard Krouthén
Bernhard Herman Gunnarsson Krouthén, född 15 februari 1928 i Flistads socken, död 21 augusti 2014, var en svensk jurist som var lagman i Klippans tingsrätt från 1981 till 1994.
Krouthén blev juris kandidat vid Stockholms högskola 1953 och genomförde tingstjänstgöring 1954-1956 innan han 1957 blev fiskal vid Svea hovrätt. Han var hyresråd och kanslichef i Västerås 1969-1981. Han var lagman i Klippans tingsrätt 1981-1994.
Krouthén var son till ingenjör Gunnar Krouthén och hans maka Grethe, född Kammann. Han var från 1954 gift med Berit, född Linn 1930.